# Gerry Alanguilan
Lỗi biểu thức: Dư toán tử <
Doroteo Gerardo N. "Gerry" Alanguilan, Jr. (sinh ngày 20 tháng 1 năm 1968), được biết đến nhiều hơn ở Philippines bởi nghệ danh Komikero, là một nhà văn và họa sĩ truyện tranh người Philippines ở San Pablo, Laguna, được biết đến nhiều hơn với các cuốn graphic novel Wasted và Elmer.

## Niên thiếu
Gerry Alanguilan sinh ra tại thành phố San Pablo, Laguna của Philippines. Truyền thuyết của Philippines cho rằng dòng họ của Alanguilan ban đầu có tên là San Gabriel, nhưng tên dòng họ bị thay đổi khi một phù thủy đặt một lời nguyền lên gia đình mà sẽ làm cho họ cơ cực trong bảy thế hệ. Alanguilan sau này sẽ sử dụng truyền thuyết này làm cơ sở cho câu chuyện San Dig 1944 của ông trong tuyển tập Siglo: Freedom. Khi còn là một đứa trẻ, Alanguilan có nuôi một con gà mang tên Solano, con vật mà sau này là cảm hứng cho cuốn graphic novel Elmer của Alanguilan.

## Sự nghiệp
Khi còn là một người đàn ông trẻ tuổi, Alanguilan đã học để trở thành một kiến trúc sư, nhưng ông quyết định biến sở thích vẽ truyện tranh thành một nghề nghiệp để được làm với người sau này là bạn gái của mình. Lúc đầu, nhiều tác phẩm truyện tranh của Alanguilan được sáng tác dựa trên những tựa truyện siêu anh hùng bản địa của Mỹ. Truyện tranh tự sáng tác đầu tiên của ông là Wasted. Alanguilan lúc đầu dự định truyện tranh mà ông sáng tác chỉ để dành cho bản thân và bạn bè đọc, và ông cảm thấy xấu hổ với khối lượng lớn các yếu tố bạo lực và thô tục trong các tựa truyện. Cuối cùng, Alanguilan cho phép Wasted được xuất bản ở Philippines, và từ đây sự nổi tiếng của nó lan truyền tới nước Mỹ, và đưa tên tuổi của Alanguilan lên bản đồ truyện tranh độc lập thế giới.
Sau Wasted, Alanguilan tạo ra một số tựa truyện khác được xuất bản bởi một vài nhà phát hành của Philippines, như Johnny Balbona, Humanis Rex!, ELMER, Timawa và Where Bold Stars go to Die. Ông cũng đóng góp vào các tuyển tập như Siglo: Freedom, Siglo: Passion và Filipino Komiks, tất cả chúng đều được xuất bản tại Philippines. Các tựa truyện tự sáng tác của ông cũng thu hút một lượng độc giả trên toàn thế giới, bao gồm cả những người sáng tạo truyện tranh Neil Gaiman và Warren Ellis.
Tại Mỹ, ông được biết đến như một họa sĩ đi nét (inker) cho những tựa truyện như Wetworks, X-Men, Superman: Birthright, Wolverine, High Roads, Fantastic Four và Silent Dragon. Ông cũng đã từng làm việc cùng với các đồng nghiệp là nhà sáng tạo truyện tranh người Philippines như Leinil Francis Yu và Whilce Portacio.
Alanguilan trích dẫn Barry Windsor-Smith, Alfredo Alcala, Frank Miller, Ōtomo Katsuhiro và Alan Moore như những ảnh hưởng về mặt sáng tạo, đặc biệt với sự tái trình diễn Marvelman của Moore. Nhiều tựa truyện của Alanguilan diễn ra ở quê hương Philippines của ông, hoặc kết hợp với các nhân vật người Philippines, chẳng hạn như Johnny Balbona, Humanis Rex! và Timawa. Nhiều cuốn graphic novel của Alanguilan kết hợp các yếu tố của bình luận xã hội, đặc biệt như Elmer, tựa truyện châm biếm sự phân biệt chủng tộc.
Năm 2007, Alanguilan tạo ra một tự truyện webcomic theo phong cách slice-of-life mang tên Crest Hut Butt Shop, dựa trên một minicomic cùng tên trước đó. Tuy nhiên, webcomic này không còn được cập nhật từ ngày 12 tháng 9 năm 2007. Alanguilan đóng vai phản diện, một kẻ buôn người, trong Tin-Tin 15, một phim ngắn được tạo ra để nâng cao nhận thức về nạn buôn bán trẻ em ở Philippines. Nhân vật chính của Stone - loạt truyện tranh sáng tác bởi Whilce Portacio và Brian Haberlin - Gerry Alan, được đặt theo tên của Alanguilan.
Sau một thời gian dài nghỉ ngơi không sáng tác truyện tranh chính thống, Alanguilan, hợp tác một lần nữa với Leinil Yu vào năm 2012 để giúp Mark Millar đưa Supercrooks tới thành công.

## Danh tiếng từ viral video
Hey Baby, một phim ngắn hài hước của ông, trong đó chủ yếu diễn tả bản thân ông với những nét mặt dâm đãng trước webcam của mình, đã tạo cho ông một sự cuốn hút khá lớn trên YouTube, và bản thân bộ phim của Alanguilan cũng xuất hiện trong tập ngày 25 tháng 1 năm 2011 của chương trình truyền hình Mỹ Tosh.0. Tháng 10 năm 2010, Gerry được bầu chọn là "Người đàn ông vĩ đại nhất Internet" ("The Greatest Man On The Internet") bởi Ray William Johnson. Nụ cười đáng sợ của Gerry cũng là một meme nổi tiếng ở Indonesia, được biết đến như Ayo sini sama om (nghĩa đen là "come here to uncle" ("tới với bác nào")), và thường được sử dụng cho các hiệu ứng hài hước kết hợp với các meme khác.

## Giải thưởng

### 2011
- Chiến thắng (cho Elmer) Quai des Bulles – Ouest France 2011, St. Malo, France
- Chiến thắng, Best Asian Album (cho Elmer), Prix-Asie ACBD, France 2011
- Đề cử, Best New Album (cho Elmer), Will Eisner Industry Awards, USA, 2011
- Global Pinoy Awardee, SM Calamba, 2011

### 2010
- Gawad Pinakamaningnining na Alagad ng Sining (Visual Arts), 2010
- Outstanding San Pableño for Visual Arts, 2010